# Sheesh
Sheesh è un brano musicale del girl group sudcoreano BabyMonster, seconda traccia del primo EP BabyMons7er, pubblicato il 1º aprile 2024.

## Descrizione
Seconda traccia dell'album, Sheesh è stata scritta da Choice37, Sonny, Lil G, LP, Choi Hyun-suk e Sandra Wikström. Musicalmente è stato descritto come un pezzo hip hop e dance, ed è stato composto in chiave Mi minore con un tempo di 140 battiti per minuto.

## Video musicale
Il video musicale, diretto da Seo Hyun-seung, è stato reso disponibile attraverso il canale YouTube del gruppo in contemporanea con la commercializzazione dell'album.

## Classifiche
| Classifica (2024) | Posizione massima |
| ----------------- | ----------------- |
| Corea del Sud     | 10                |
| Hong Kong         | 10                |
| Indonesia         | 4                 |
| Singapore         | 6                 |
| Taiwan            | 3                 |